# フジイロック
『フジイロック』は、藤井フミヤ22枚目のオリジナル・アルバム。2019年7月10日発売。発売元はChaya-zaka Records/SPACE SHOWER MUSIC。

## 概要
前作『大人ロック』から3年ぶりのアルバム。
ジャケットは手塚治虫作品の登場人物、ロック・ホームで、テレビアニメ『アストロボーイ・鉄腕アトム』でフミヤが声を演じたキャラクター。
土屋昌巳が1995年発売の『R&R』以来、24年ぶりに楽曲提供。KANは初めて楽曲提供。二人とも福岡県出身、1962年生まれの同級生という共通点がある。

### リリース形態
ファンクラブ生産限定盤・初回生産限定盤・通常盤の3形態で発売。
ファンクラブ生産限定盤はファンクラブ特典映像と「WE ARE ミーハー」MUSIC VIDEOを収録したDVD付。初回生産限定盤は「WE ARE ミーハー」MUSIC VIDEOのみ収録されたDVD付。

## 収録曲
| #         | タイトル                                 | 作詞                  | 作曲      | 編曲      | 時間  |
| --------- | ---------------------------------------- | --------------------- | --------- | --------- | ----- |
| 1.        | 「BET」                                  | 藤井フミヤ            | 大島賢治  | 大島賢治  | 3:55  |
| 2.        | 「PINK」                                 | 藤井フミヤ            | 土屋昌巳  | 土屋昌巳  | 4:14  |
| 3.        | 「WE ARE ミーハー」                      | 藤井フミヤ・JEAN LUKA | 大島賢治  | 大島賢治  | 3:53  |
| 4.        | 「Tokyo City Night」(Strings：有賀啓雄)  | 藤井フミヤ            | 有賀啓雄  | 大島賢治  | 4:04  |
| 5.        | 「言葉しかないLove Song」                | 藤井フミヤ            | 大島賢治  | 大島賢治  | 5:35  |
| 6.        | 「Who's fine」                           | 大島賢治・JEAN LUKA   | 大島賢治  | 大島賢治  | 3:48  |
| 7.        | 「そのドアはもう開かない」               | 藤井フミヤ            | KAN       | 有賀啓雄  | 4:23  |
| 8.        | 「Tonight」(Strings：大島賢治・村田泰子) | 藤井フミヤ            | 大島賢治  | 大島賢治  | 5:52  |
| 9.        | 「千夜一夜幻夜」                         | 藤井フミヤ            | 増本直樹  | 大島賢治  | 3:48  |
| 10.       | 「ミラクルスマイル」                     | 藤井フミヤ            | 大島賢治  | 大島賢治  | 3:47  |
| 11.       | 「フラワー」(Strings：伊賀拓郎)          | 藤井フミヤ            | 増本直樹  | 伊賀拓郎  | 5:18  |
| 12.       | 「ラブレター」(Strings：松本圭司)        | 藤井フミヤ            | 松本圭司  | 松本圭司  | 5:19  |
| 合計時間: | 合計時間:                                | 合計時間:             | 合計時間: | 合計時間: | 53:56 |